# Xylinissa oniroe
Xylinissa oniroe är en fjärilsart som beskrevs av Paul Dognin 1891. Xylinissa oniroe ingår i släktet Xylinissa och familjen nattflyn. Inga underarter finns listade i Catalogue of Life.